# Brumunddal
Brumunddal is een plaats in de Noorse gemeente Ringsaker, fylke Innlandet. Brumunddal telt 8.731 inwoners (2007) en heeft een oppervlakte van 7,23 km².
Het hoogste gebouw ter wereld gemaakt van gelamineerd hout, Mjøstårnet geheten, staat in Brumunddal. Het gebouw telt 18 verdiepingen.